# Cave aux Fées (Saint-Cergues)
La Cave aux Fées ou Chambre aux Fées est un dolmen situé à Saint-Cergues, dans le département français de la Haute-Savoie.

## Protection
L'édifice est classé au titre des monuments historiques en 1889.

## Description
Le dolmen est orienté selon un axe nord-est/sud-ouest. Il est recouvert d'une unique dalle en arkose brisée en deux parties. Cette table de couverture mesure au total environ 5 m de longueur sur 3,20 m de largeur et 0,40 m d'épaisseur, soit un poids estimé à 15 t. La chambre est délimitée par six orthostates dont la hauteur varie entre 1,50 m et 2 m. Les dalles sont accolées les unes aux autres et les interstices entre les montant verticaux sont comblés par des petites pierres. Selon un relevé effectué par Henri Gosse en 1886, la dalle de l'extrémité nord atteindrait 2,80 m de hauteur. Selon Louis Revon, qui avait procédé à leur dégagement jusqu'à la base, les orthostates reposeraient sur des pierres plates.
La chambre rectangulaire mesure 3,20 m de long sur 2,30 m de large. On y accède par une ouverture au nord-ouest mesurant 1,40 m de largeur sur 1,25 m de hauteur. Toutes les dalles sont en protogine, grès et serpentine. Les orthostates comportent quelques traces de taille. 
Le dolmen est désormais en partie enterré à la suite d'un glissement de terrain. Le sol de la chambre est maintenant situé à environ 1,50 m en dessous du niveau du sol environnant. 
Reber y aurait trouvé quelques ossements calcinés. Lors de fouilles clandestines récentes, des fragments de poterie, comportant des décors géométriques réalisés avec un peigne à dents carrées, caractéristiques de la culture campaniforme, y auraient été retrouvés.